# Retskredse i Danmark
Danmark blev inddelt i egentlige retskredse i forbindelse med den store retsreform  i 1919, hvor politi- og retsvæsen blev adskilt. De hidtidige jurisdiktioners funktioner blev da overtaget af rets- og politikredse. I 1972 blev retskredsene betydeligt reduceret i antal, ligesom grænserne blev tilpasset kommuneinddelingen efter kommunalreformen i 1970. Den 1. januar 2007 trådte en ny omfattende reform af retskredsinddelingen i kraft. Retskredsene er samlet i 11 landsretsnævningekredse og 2 landsretskredse.
Færøerne udgør én retskreds, mens Grønland er opdelt i fire retskredse svarende til de fire grønlandske kommuner.

## Retskredse i Danmark fra 2007
Fra 1. januar 2007 inddeles Danmark i 24 retskredse. Enkelte af retskredsene vil have et permanent bemandet afdelingskontor.
| Retskredse i Danmark pr. 2007 | Retskredse i Danmark pr. 2007 | Retskredse i Danmark pr. 2007   | Retskredse i Danmark pr. 2007 | Retskredse i Danmark pr. 2007                                                      |
| Nr.                           | Navn                          | Hovedtingsted (Afdelingskontor) | Kommuner | Landsretsnævningekreds og landsretskreds                                           |
| ----------------------------- | ----------------------------- | ------------------------------- | --- | ---------------------------------------------------------------------------------- |
| 1                             | Retten i Hjørring             | Hjørring                        | Brønderslev, Frederikshavn, Hjørring, Jammerbugt, Læsø | Nordjyske nævningekreds (Vestre Landsret nr. 2) Tingsted: Aalborg                  |
| 2                             | Retten i Aalborg              | Aalborg                         | Mariagerfjord, Rebild, Vesthimmerland, Aalborg | Nordjyske nævningekreds (Vestre Landsret nr. 2) Tingsted: Aalborg                  |
| 3                             | Retten i Randers              | Randers (Grenaa)                | Favrskov, Norddjurs, Randers, Syddjurs | Midtjyske nævningekreds (Vestre Landsret nr. 1) Tingsted: Viborg                   |
| 4                             | Retten i Aarhus               | Aarhus                          | Odder, Samsø, Aarhus | Østjyske nævningekreds (Vestre Landsret nr. 3) Tingsted: Århus                     |
| 5                             | Retten i Viborg               | Viborg                          | Silkeborg, Skive, Viborg | Midtjyske nævningekreds (Vestre Landsret nr. 1) Tingsted: Viborg                   |
| 6                             | Retten i Holstebro            | Holstebro (Thisted)             | Holstebro, Lemvig, Morsø, Struer, Thisted | Midtjyske nævningekreds (Vestre Landsret nr. 1) Tingsted: Viborg                   |
| 7                             | Retten i Herning              | Herning                         | Herning, Ikast-Brande, Ringkøbing-Skjern | Midtjyske nævningekreds (Vestre Landsret nr. 1) Tingsted: Viborg                   |
| 8                             | Retten i Horsens              | Horsens                         | Hedensted, Horsens, Skanderborg | Midtjyske nævningekreds (Vestre Landsret nr. 1) Tingsted: Viborg                   |
| 9                             | Retten i Kolding              | Kolding                         | Billund, Fredericia, Kolding, Vejle | Sydøstjyske nævningekreds (Vestre Landsret nr. 4) Tingsted: Kolding                |
| 10                            | Retten i Esbjerg              | Esbjerg                         | Esbjerg, Fanø, Varde, Vejen | Sydvestjyske nævningekreds (Vestre Landsret nr. 5) Tingsted: Esbjerg               |
| 11                            | Retten i Sønderborg           | Sønderborg (Haderslev) (Tønder) | Haderslev, Sønderborg, Tønder, Aabenraa | Sønderjyske nævningekreds (Vestre Landsret nr. 6) Tingsted: Sønderborg             |
| 12                            | Retten i Odense               | Odense                          | Assens, Kerteminde, Middelfart, Odense, Nordfyn | Fynske nævningekreds (Østre Landsret nr. 5) Tingsted: Odense                       |
| 13                            | Retten i Svendborg            | Svendborg                       | Faaborg-Midtfyn, Langeland, Nyborg, Svendborg, Ærø | Fynske nævningekreds (Østre Landsret nr. 5) Tingsted: Odense                       |
| 14                            | Retten i Nykøbing Falster     | Nykøbing Falster                | Guldborgsund, Lolland, Vordingborg | Lolland-Falsterske nævningekreds (Østre Landsret nr. 3) Tingsted: Nykøbing Falster |
| 15                            | Retten i Næstved              | Næstved                         | Faxe, Næstved, Slagelse, Sorø | Syd- og Vestsjællandske nævningekreds (Østre Landsret nr. 2) Tingsted: København   |
| 16                            | Retten i Holbæk               | Holbæk                          | Holbæk, Kalundborg, Odsherred | Syd- og Vestsjællandske nævningekreds (Østre Landsret nr. 2) Tingsted: København   |
| 17                            | Retten i Roskilde             | Roskilde                        | Greve, Køge, Lejre, Ringsted, Roskilde, Solrød, Stevns | Københavnske nævningekreds (Østre Landsret nr. 1) Tingsted: København              |
| 18                            | Retten i Hillerød             | Hillerød                        | Allerød, Egedal, Frederikssund, Halsnæs, Hillerød | Københavnske nævningekreds (Østre Landsret nr. 1) Tingsted: København              |
| 19                            | Retten i Helsingør            | Helsingør                       | Fredensborg, Gribskov, Helsingør, Hørsholm | Københavnske nævningekreds (Østre Landsret nr. 1) Tingsted: København              |
| 20                            | Retten i Lyngby               | Lyngby                          | Furesø, Gentofte, Lyngby-Taarbæk, Rudersdal | Københavnske nævningekreds (Østre Landsret nr. 1) Tingsted: København              |
| 21                            | Retten i Glostrup             | Glostrup                        | Albertslund, Ballerup, Brøndby, Gladsaxe, Glostrup, Herlev, Hvidovre, Høje-Taastrup, Ishøj, Rødovre, Vallensbæk                                                                                                 | Københavnske nævningekreds (Østre Landsret nr. 1) Tingsted: København              |
| 22                            | Retten på Frederiksberg       | Frederiksberg                   | Frederiksberg, og desuden dele af København (Bispebjerg-Brønshøj Provsti, Valby-Vanløse Provsti, Sydhavn Sogn)                                                                                                  | Københavnske nævningekreds (Østre Landsret nr. 1) Tingsted: København              |
| 23                            | Københavns Byret              | København                       | Dragør, Tårnby, og desuden dele af København (Amagerbro Provsti, Holmens Provsti, Nørrebro Provsti, Vesterbro Provsti undtagen Sydhavn Sogn, Vor Frue Provsti, Østerbro Provsti, Højdevangs Sogn, Solvang Sogn) | Københavnske nævningekreds (Østre Landsret nr. 1) Tingsted: København              |
| 24                            | Retten på Bornholm            | Rønne                           | Bornholm, Ertholmene (uden for kommunerne) | Bornholmske nævningekreds (Østre Landsret nr. 4) Tingsted: Rønne                   |

### Færøerne
| Retskredse på Færøerne | Retskredse på Færøerne | Retskredse på Færøerne | Retskredse på Færøerne | Retskredse på Færøerne | Retskredse på Færøerne                                    |
| Nr.                    | Navn                   | Hovedtingsted          | Bitingsted             | Kommuner               | Landsretskreds                                            |
| ---------------------- | ---------------------- | ---------------------- | ---------------------- | ---------------------- | --------------------------------------------------------- |
| 1                      | Retten på Færøerne     | Tórshavn               | Suðuroy                | (Hele Færøerne)        | Færøske nævningekreds (Østre Landsret) Tingsted: Tórshavn |

### Grønland
| Retskredse i Grønland pr. 2013 | Retskredse i Grønland pr. 2013 | Retskredse i Grønland pr. 2013 | Retskredse i Grønland pr. 2013                                 | Retskredse i Grønland pr. 2013 | Retskredse i Grønland pr. 2013    |
| Nr.                            | Navn                           | Hovedtingsted                  | Afdelingskontor                                                | Kommuner                       | Landsretskreds                    |
| ------------------------------ | ------------------------------ | ------------------------------ | -------------------------------------------------------------- | ------------------------------ | --------------------------------- |
| 1                              | Retten i Grønland              | Nuuk                           | -                                                              | (Hele Grønland)                | Grønlands Landsret Tingsted: Nuuk |
| 2                              | Kujalleq Kredsret              | Qaqortoq                       | Nanortalik Narsaq                                              | Kujalleq                       | Grønlands Landsret Tingsted: Nuuk |
| 3                              | Sermersooq Kredsret            | Nuuk                           | Ittoqqortoormiit Paamiut Tasiilaq                              | Sermersooq                     | Grønlands Landsret Tingsted: Nuuk |
| 4                              | Qeqqata Kredsret               | Sisimiut                       | Maniitsoq                                                      | Qeqqata                        | Grønlands Landsret Tingsted: Nuuk |
| 5                              | Qaasuitsup Kredsret            | Ilulissat                      | Qasigiannguit Qeqertarsuaq Uummannaq Upernavik Qaanaaq Aasiaat | Qaasuitsup                     | Grønlands Landsret Tingsted: Nuuk |

## Retskredse i Danmark 1972-2006
I 1972 blev antallet af retskredse reduceret fra 104 til 82 ekskl. Færøerne og Grønland. Danmark var indtil 31. december 2006 inddelt i 82 byretskredse.
| Retskredse i Danmark pr. 2005 | Retskredse i Danmark pr. 2005 | Retskredse i Danmark pr. 2005                                                         | Retskredse i Danmark pr. 2005                                       |
| Navn                          | Nummer                        | Kommuner                                                                              | Ny retskreds pr. 2007                                               |
| ----------------------------- | ----------------------------- | ------------------------------------------------------------------------------------- | ------------------------------------------------------------------- |
| Assens                        | 39                            | Assens, Glamsbjerg, Haarby, Aarup                                                     | Nr. 12: Odense                                                      |
| Ballerup                      | 6                             | Ballerup, Herlev, Ledøje-Smørum, Værløse                                              | Nr. 21: Glostrup (72%) Nr. 20: Lyngby (18%) Nr. 18: Hillerød (10%). |
| Brædstrup                     | 56                            | Brædstrup, Nørre-Snede, Tørring-Uldum                                                 | Nr. 8: Horsens (74%) Nr. 7: Herning (25%)                           |
| Brøndbyerne                   | 10                            | Brøndby, Vallensbæk                                                                   | Nr. 21: Glostrup                                                    |
| Brønderslev                   | 82                            | Brønderslev, Pandrup                                                                  | Nr. 1: Hjørring                                                     |
| Esbjerg                       | 49                            | Esbjerg, Fanø                                                                         | Nr. 10: Esbjerg                                                     |
| Faaborg                       | 38                            | Broby, Faaborg                                                                        | Nr. 13: Svendborg                                                   |
| Fjerritslev                   | 74                            | Brovst, Fjerritslev, Løgstør                                                          | Nr. 1: Hjørring (62%) Nr. 2: Aalborg (38%)                          |
| Fredericia                    | 54                            | Børkop, Fredericia                                                                    | Nr. 9: Kolding                                                      |
| Frederiksberg                 | 2                             | Frederiksberg                                                                         | Nr. 22: Frederiksberg                                               |
| Frederikshavn                 | 80                            | Frederikshavn, Læsø, Skagen                                                           | Nr. 1: Hjørring                                                     |
| Frederikssund                 | 17                            | Frederikssund, Frederiksværk, Hundested, Jægerspris, Skibby, Stenløse, Ølstykke       | Nr. 18. Hillerød                                                    |
| Gentofte                      | 3                             | Gentofte                                                                              | Nr. 20: Lyngby                                                      |
| Gladsaxe                      | 5                             | Gladsaxe                                                                              | Nr. 21: Glostrup                                                    |
| Glostrup                      | 9                             | Albertslund, Glostrup                                                                 | Nr. 21: Glostrup                                                    |
| Grenaa                        | 66                            | Ebeltoft, Grenaa, Midtdjurs, Nørre Djurs                                              | Nr. 3: Randers                                                      |
| Grindsted                     | 51                            | Billund, Give, Grindsted                                                              | Nr. 9: Kolding                                                      |
| Gråsten                       | 44                            | Bov, Gråsten, Lundtoft                                                                | Nr. 11. Sønderborg                                                  |
| Haderslev                     | 41                            | Christiansfeld, Haderslev, Vojens                                                     | Nr. 11: Sønderborg (84) Nr. 9: Kolding (16%)                        |
| Helsinge                      | 16                            | Græsted-Gilleleje, Helsinge                                                           | Nr. 19: Helsingør                                                   |
| Helsingør                     | 13                            | Fredensborg-Humlebæk, Helsingør                                                       | Nr. 19: Helsingør                                                   |
| Herning                       | 57                            | Aulum-Haderup, Brande, Herning, Ikast, Trehøje, Aaskov                                | Nr. 7: Herning                                                      |
| Hillerød                      | 15                            | Allerød, Farum, Hillerød, Skævinge, Slangerup                                         | Nr. 18: Hillerød (80%) Nr. 20: Lyngby (20%)                         |
| Hjørring                      | 81                            | Hirtshals, Hjørring, Løkken-Vrå, Sindal                                               | Nr. 1: Hjørring                                                     |
| Hobro                         | 78                            | Hobro, Nørager, Aalestrup                                                             | Nr. 2: Aalborg                                                      |
| Holbæk                        | 21                            | Holbæk, Jernløse, Svinninge, Tornved, Tølløse                                         | Nr. 16: Holbæk                                                      |
| Holstebro                     | 60                            | Holstebro                                                                             | Nr. 6: Holstebro                                                    |
| Holsted                       | 48                            | Brørup, Holsted, Vejen                                                                | Nr. 10: Esbjerg                                                     |
| Horsens                       | 55                            | Gedved, Hedensted, Horsens, Juelsminde                                                | Nr. 8: Horsens                                                      |
| Hvidovre                      | 7                             | Hvidovre                                                                              | Nr. 21 Glostrup                                                     |
| Hørsholm                      | 14                            | Birkerød, Hørsholm, Karlebo                                                           | Nr. 19: Helsingør                                                   |
| Kalundborg                    | 22                            | Bjergsted, Hvidebæk, Kalundborg                                                       | Nr. 16: Holbæk                                                      |
| Kjellerup                     | 70                            | Bjerringbro, Hvorslev, Karup, Kjellerup                                               | Nr. 3: Randers                                                      |
| Kolding                       | 53                            | Kolding, Lunderskov, Vamdrup                                                          | Nr. 9: Kolding                                                      |
| Korsør                        | 24                            | Korsør, Skælskør                                                                      | Nr. 15: Næstved                                                     |
| København                     | 1                             | København                                                                             | Nr. 23: København (59%) Nr. 22: Frederiksberg (41%)                 |
| Køge                          | 19                            | Køge, Skovbo, Vallø                                                                   | Nr. 17: Roskilde                                                    |
| Lemvig                        | 62                            | Lemvig, Thyborøn-Harboøre                                                             | Nr. 6: Holstebro                                                    |
| Lyngby                        | 4                             | Lyngby-Taarbæk, Søllerød                                                              | Nr. 20: Lyngby                                                      |
| Mariager                      | 68                            | Mariager, Nørhald, Purhus                                                             | Nr. 2: Aalborg                                                      |
| Maribo                        | 31                            | Holeby, Maribo, Rødby, Sakskøbing                                                     | Nr. 14: Nykøbing Falster                                            |
| Middelfart                    | 40                            | Ejby, Middelfart, Nørre Aaby                                                          | Nr. 12: Odense                                                      |
| Nakskov                       | 32                            | Højreby, Nakskov, Ravnsborg, Rudbjerg                                                 | Nr. 14: Nykøbing Falster                                            |
| Nibe                          | 75                            | Farsø, Nibe, Aars                                                                     | Nr. 2: Aalborg                                                      |
| Nyborg                        | 35                            | Kerteminde, Nyborg, Ullerslev, Ørbæk                                                  | Nr. 13: Svendborg (74%) Nr. 12: Odense (26%)                        |
| Nykøbing Falster              | 30                            | Nykøbing Falster, Nysted, Nørre Alslev, Stubbekøbing, Sydfalster                      | Nr. 14: Nykøbing Falster                                            |
| Nykøbing Mors                 | 72                            | Morsø                                                                                 | Nr. 6: Holstebro                                                    |
| Nykøbing Sjælland             | 20                            | Dragsholm, Nykøbing-Rørvig, Trundholm                                                 | Nr. 16: Holbæk                                                      |
| Næstved                       | 28                            | Fladså, Holmegaard, Næstved, Præstø, Suså                                             | Nr. 15: Næstved (90%) Nr. 14: Nykøbing Falster (10%)                |
| Odense                        | 34                            | Bogense, Langeskov, Munkebo, Odense, Otterup, Søndersø, Tommerup, Vissenbjerg, Årslev | Nr. 12: Odense (96%) Nr. 13: Svendborg (4%)                         |
| Randers                       | 67                            | Hadsten, Langå, Randers, Rougsø, Sønderhald                                           | Nr. 3: Randers                                                      |
| Ribe                          | 47                            | Bramming, Ribe                                                                        | Nr. 10: Esbjerg                                                     |
| Ringkøbing                    | 58                            | Holmsland, Ringkøbing, Ulfborg-Vemb                                                   | Nr. 7: Herning (77%) Nr. 6: Holstebro (23%)                         |
| Ringsted                      | 26                            | Haslev, Ringsted                                                                      | Nr. 17: Roskilde (68%) Nr. 15: Næstved (32%)                        |
| Roskilde                      | 18                            | Bramsnæs, Greve, Gundsø, Hvalsø, Lejre, Ramsø, Roskilde, Solrød                       | Nr. 17: Roskilde                                                    |
| Rudkøbing                     | 37                            | Marstal, Rudkøbing, Sydlangeland, Tranekær, Ærøskøbing                                | Nr. 13: Svendborg                                                   |
| Rødding                       | 42                            | Gram, Nørre-Rangstrup, Rødding                                                        | Nr. 11: Sønderborg (57%) Nr. 10: Esbjerg (43%)                      |
| Rødovre                       | 8                             | Rødovre                                                                               | Nr. 21: Glostrup                                                    |
| Rønne                         | 33                            | Bornholm, Ertholmene (uden for kommuner)                                              | Nr. 24: Bornholm                                                    |
| Silkeborg                     | 65                            | Gjern, Hammel, Silkeborg, Them                                                        | Nr. 5: Viborg (87%) Nr. 3: Randers (13%)                            |
| Skanderborg                   | 64                            | Hørning, Odder, Ry, Samsø, Skanderborg                                                | Nr. 8: Horsens (63%) Nr. 4: Aarhus (37%)                            |
| Skive                         | 71                            | Sallingsund, Skive, Spøttrup, Sundsøre                                                | Nr. 5: Viborg                                                       |
| Skjern                        | 59                            | Egvad, Skjern, Videbæk                                                                | Nr. 7: Herning                                                      |
| Slagelse                      | 23                            | Fuglebjerg, Gørlev, Hashøj, Høng, Slagelse                                            | Nr. 15: Næstved (77%) Nr. 16 Holbæk(23%)                            |
| Sorø                          | 25                            | Dianalund, Sorø, Stenlille                                                            | Nr. 15: Næstved                                                     |
| Store Heddinge                | 27                            | Fakse, Rønnede, Stevns                                                                | Nr. 15: Næstved (63%) Nr. 17: Roskilde (37%)                        |
| Struer                        | 61                            | Struer, Thyholm, Vinderup                                                             | Nr. 6: Holstebro                                                    |
| Svendborg                     | 36                            | Egebjerg, Gudme, Ringe, Ryslinge, Svendborg                                           | Nr. 13: Svendborg                                                   |
| Sæby                          | 79                            | Sæby                                                                                  | Nr. 1: Hjørring                                                     |
| Sønderborg                    | 45                            | Augustenborg, Broager, Nordborg, Sundeved, Sydals, Sønderborg                         | Nr. 11: Sønderborg                                                  |
| Terndrup                      | 77                            | Arden, Hadsund, Skørping                                                              | Nr. 2: Aalborg                                                      |
| Thisted                       | 73                            | Hanstholm, Sydthy, Thisted                                                            | Nr. 6: Holstebro                                                    |
| Tårnby                        | 12                            | Dragør, Tårnby                                                                        | Nr. 23: København                                                   |
| Taastrup                      | 11                            | Høje-Taastrup, Ishøj                                                                  | Nr. 21: Glostrup                                                    |
| Tønder                        | 46                            | Bredebro, Højer, Løgumkloster, Skærbæk, Tinglev, Tønder                               | Nr. 11: Sønderborg                                                  |
| Varde                         | 50                            | Blaabjerg, Blåvandshuk, Helle, Varde, Ølgod                                           | Nr. 10: Esbjerg                                                     |
| Vejle                         | 52                            | Egtved, Jelling, Vejle                                                                | Nr. 9: Kolding                                                      |
| Viborg                        | 69                            | Fjends, Møldrup, Tjele, Viborg                                                        | Nr. 5: Viborg                                                       |
| Vordingborg                   | 29                            | Langebæk, Møn, Vordingborg                                                            | Nr. 14: Nykøbing Falster                                            |
| Aabenraa                      | 43                            | Rødekro, Aabenraa                                                                     | Nr. 11: Sønderborg                                                  |
| Aalborg                       | 76                            | Hals, Sejlflod, Støvring, Aabybro, Aalborg                                            | Nr. 2: Aalborg (95%) Nr. 1: Hjørring (5%)                           |
| Århus                         | 63                            | Galten, Hinnerup, Rosenholm, Rønde, Århus                                             | Nr. 4: Aarhus (89%) Nr. 3: Randers (8%) Nr. 8: Horsens (3%)         |